# Avaliação psicoacústica do zumbido
A avaliação psicoacústica do zumbido, também conhecida como acufenometria, tem como finalidade caracterizar o zumbido definindo seus parâmetros, também auxilia na obtenção de informações diagnósticas e terapêuticas e auxilia os profissionais na orientação ao paciente.
Sua primeira realização data de 1931, mas somente em 1985 ocorreu a criação de um protocolo para padronização do exame. Neste documento foram estabelecidas as medidas que devem ser pesquisadas no exame, sendo elas: mensuração do pitch, loudness, nível mínimo de mascaramento e inibição residual. Atualmente sabe-se da importância de pesquisar, também, o limiar de desconforto do paciente, visto a alta taxa de hiperacusia nesses indivíduos.

## Pitch
O Pitch é a percepção subjetiva da frequência que pode mudar a depender da pessoa. Sua unidade de medida, assim como a frequência, é o Hertz (Hz).  Sua avaliação é realizada com o uso de um audiômetro, cabina acústica e fones de ouvido. É fornecido ao paciente dois estímulos sonoros de diferentes frequências, ele deve elencar qual assemelha-se mais com seu zumbido e assim, o profissional aumenta ou diminui a frequência até que se encontre a mais próxima relatada pelo sujeito analisado. A faixa de frequência pesquisada é de 250 Hz a 16.000 Hz. Nos casos de zumbido unilateral o som é fornecido na orelha contralateral. Já nos casos em que o paciente percebe seu sintoma bilateralmente, o zumbido é pesquisado isoladamente em cada orelha.  A pesquisa pode ser realizada com os estímulos Tom Puro, Ruído de Banda Estreita (Narrow Band) e Ruído Branco (White Noise), apresentados de forma contínua ou pulsátil.

## Loudness
A Loudness é a sensação da intensidade que, assim como o pitch, pode variar para cada pessoa. Essa medida é expressa em decibel nível de sensação (dBNS).  Logo após a definição do Pitch o profissional deve encontrar o limiar auditivo do paciente nessa mesma frequência e então definir a Loudness. A pesquisa inicia com o volume pré definido (limiar auditivo) seguido de acréscimos de 1 dB até que o indivíduo avaliado escolha o volume que representa seu zumbido.  

## Nível Mínimo de Mascaramento
O Nível Mínimo de Mascaramento é uma estimativa psicoacústica da quantidade mínima de Ruído Branco suficiente para mascarar o zumbido do paciente. Para pesquisá-lo é necessário primeiramente encontrar o limiar auditivo para o Ruído Branco em cada orelha do paciente. A partir desse valor são acrescentados 5 dB a quantidade de ruído que  o paciente está exposto, até que ele perceba e sinalize que seu zumbido foi mascarado. A diferença entre o limiar auditivo e o nível que mascarou o zumbido é o Nível Mínimo de Mascaramento. Assim como a Loudness, o Nível Mínimo de Mascaramento é expresso em dBNS.

## Inibição Residual
A Inibição Residual fornece informações se é possível que um som externo ao paciente consiga mascarar o zumbido. Sua resposta dá-se por presente ou ausente. O paciente é exposto durante um minuto ao Ruído Branco com volume 10 dB acima do Nível Mínimo de Mascaramento pré definido. Após esse tempo ele precisará responder se durante a exposição houve alguma modificação no seu zumbido.

## Limiar de Desconforto
O Limiar de Desconforto é pesquisado nas frequências de 500 Hz a 8000 Hz e tem como função definir os limiares auditivos capazes de gerar desconforto ao paciente. Nesse teste o avaliador inicia a pesquisa em um volume mínimo e aumenta a intensidade em 5 dB até que paciente sinalize o desconforto auditivo e assim é feito em cada frequência.

## Aplicação Clínica
O zumbido é um sintoma subjetivo e por isso muito difícil de ser analisado, mensurado e tratado. O reconhecimento de seus parâmetros por meio da Avaliação Psicoacústica do Zumbido auxilia no diagnóstico, na classificação do zumbido, na escolha de um melhor tratamento e avaliação de sua eficácia por meio de medidas quantitativas e objetivas.